# Haut-Bocage
Haut-Bocage község Franciaország Auvergne-Rhône-Alpes régiójában, Allier megyében. Új községként 2016. január 1-jén jött létre Maillet, Givarlais és Louroux-Hodement egyesítésével. A három korábbi település delegált község státusszal az új község része lett. Lakosainak száma 850 fő (2022. január 1.).

## Népesség
| Lakosok száma | 892  | 888  | 879  | 871  | 860  | 855  | 850  |
|               | 2016 | 2017 | 2018 | 2019 | 2020 | 2021 | 2022 |